# Isidore De Loor
Le bienheureux Isidore De Loor (en religion Isidore de Saint-Joseph), né le 18 avril 1881 à Vrasene, près de Saint-Nicolas (Belgique) et décédé le 6 octobre 1916 à Courtrai (Belgique) était un frère passioniste belge. Béatifié par Jean-Paul II en 1984 il est liturgiquement commémoré le 6 octobre.

## Biographie
Né de parents chrétiens pratiquant Isidore, il quitte l’école à 12 ans et travaille à la ferme que ses parents viennent d'acheter à l’aide d’un emprunt qu’ils remboursent difficilement. Travail, courage et parcimonie sont le lot quotidien de la famille selon le périodique Magnificat.
Taciturne, renfermé mais travailleur, il devient un jeune homme dévot et assidu à la messe du dimanche. Il pense souvent à la vie religieuse, mais estime que sa scolarisation limitée et les besoins de la ferme ne le permettent pas.[réf. nécessaire]
Lors d’une mission paroissiale prêchée par des pères rédemptoristes il exprime malgré tout son profond désir au père Brouckaert. Celui-ci lui conseille de s’adresser aux Passionistes, connus pour leur dévotion de la Sainte-Croix et leur vie austère.[réf. nécessaire]
Son frère étant libre d’obligation militaire ses parents donnent leur accord et Isidore est admis comme frère lai au noviciat des pères passionistes (15 avril 1907). Il a 26 ans.
Le noviciat, fait à Tournai, dure un an. L’apprentissage de la langue française lui est difficile. La vie est austère, mais Isidore impressionne déjà par ses qualités humaines et spirituelles, en particulier son obéissance. Il prononce ses vœux le 13 septembre 1908 et reçoit le nom de ‘Isidore de Saint-Joseph’.
En décembre 1910 il est cuisinier au couvent de Wezembeek-Oppem. Deux ans plus tard il est transféré à Courtrai ou il est jardinier et cuisinier. Il est décrit comme montrant une bonté naturelle et une disponibilité joyeuse au service et aux plus simples travaux, ce qui lui gagne les cœurs.
Il a toutefois des soucis de santé et est diagnostiqué d'un cancer. Une opération tentée en juin 1911 lui fait perdre un œil. Le mal n’est pas arrêté pour autant : les docteurs lui donnent cinq ou six ans à vivre. L’apprenant de manière fortuite il n’en garde pas moins une grande sérénité et continue son travail,.
En août 1913 il devient portier du couvent. Cela lui donne un contact quotidien avec le monde extérieur. Les visiteurs l’appellent le ‘Frère Bonté’ (‘Broeder goed’) en raison de son amabilité et sa grande gentillesse.

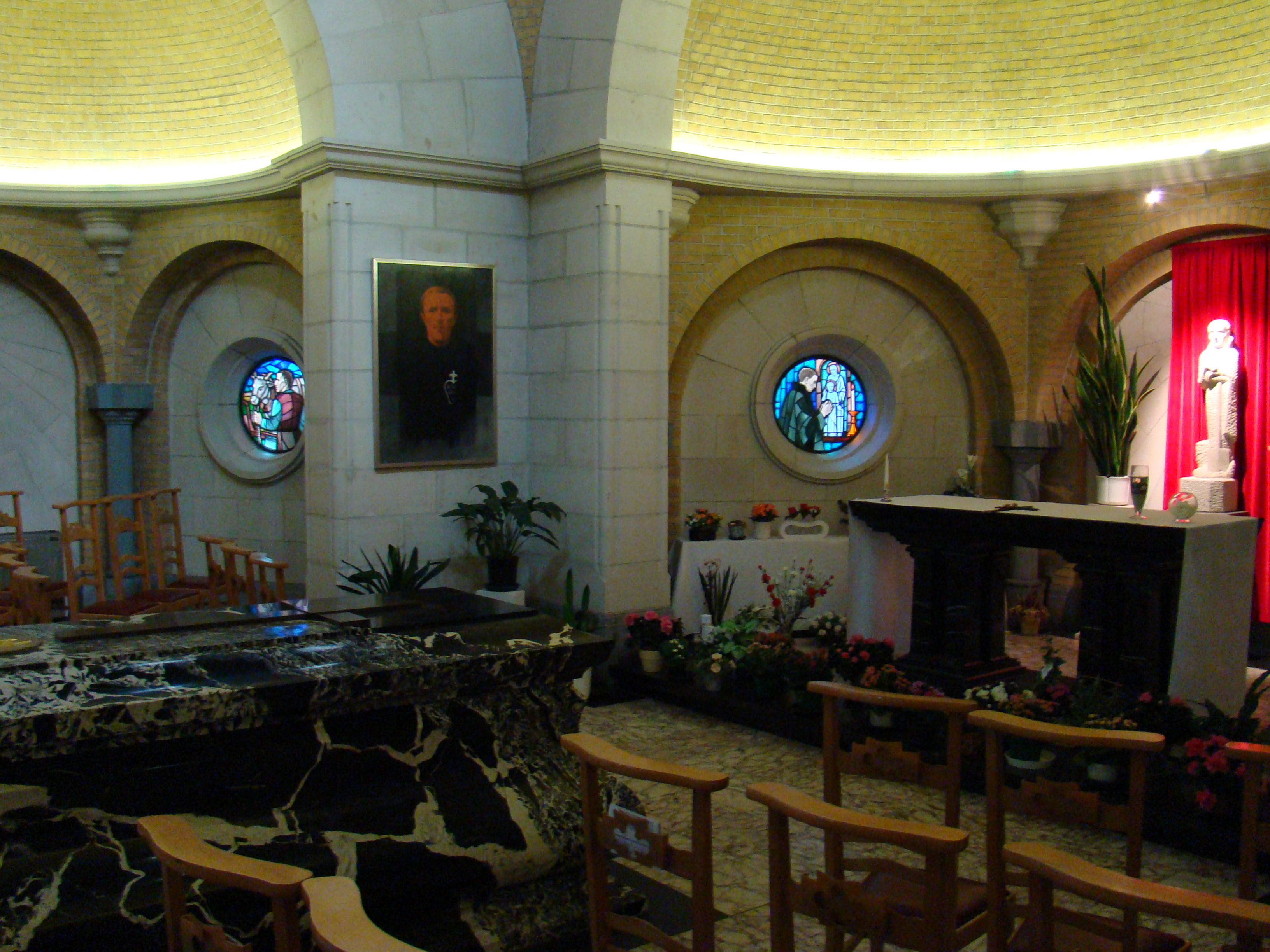
Chapelle et sarcophage dans l'église Saint-Antoine de Courtrai

Isidore De Loor meurt le 6 octobre 1916. Il n’a que 35 ans. Les circonstances de la guerre et de l’occupation allemande du pays font qu’il est enterré le lendemain de sa mort, dans la hâte et la discrétion.

## Vénération et béatification
De manière spontanée une dévotion se développe autour de sa personne. Les passionistes introduisent une demande de béatification en 1950. Le vénérable « Isidore de Saint-Joseph » est béatifié à Rome, par le pape Jean-Paul II (30 septembre 1984) qui lui donne le titre de ‘Frère de la volonté de Dieu’. Son corps repose dans une chapelle mortuaire spécialement construite comme annexe à l’église saint Antoine des pères passionistes, à Courtrai.
Liturgiquement il est commémoré le 6 octobre.